# 夏の歌 (渡辺美里の曲)
「夏の歌」（なつのうた）は渡辺美里の楽曲で、1997年7月30日にEpic/Sony Records（現・エピックレコードジャパン）より発売された33枚目のシングル。

## 概要
表題曲「夏の歌」は、TBS系『日立 世界・ふしぎ発見!』エンディングテーマとして使用された。渡辺の楽曲が当番組のテーマ曲に使用されたのは、12枚目のシングル「君の弱さ/10 years」以来2度目となった。
「夏の歌」はオリジナル・アルバム未収録となっているが、カップリング曲の「ランナー」は11枚目のオリジナル・アルバム『ハダカノココロ』に収録された。

## 収録曲
- 全作詞：渡辺美里、作曲：石井妥師、編曲：佐久間正英

1. 夏の歌 (3:40)
2. ランナー (3:40)
3. 夏の歌 (Original Backing Track) (3:40)

## 収録アルバム
- 『ハダカノココロ』 ※ランナー (#9)
- 『Sweet 15th Diamond』 ※ランナー (Disc.2 #14)
- 『M・Renaissance〜エム・ルネサンス〜』 ※夏の歌 (Disc.2 #2)
- 『25th Anniversary Misato Watanabe Complete Single Collection〜Song is Beautiful〜』 ※夏の歌 (Disc.3 #6)